# 2,2,5,5-Tetramethyltetrahydrofuran
2,2,5,5-Tetramethyltetrahydrofuran ist ein Derivat des Tetrahydrofurans (Oxolan), bei dem die Wasserstoffatome an den beiden dem Sauerstoffatom benachbarten Kohlenstoffatomen durch jeweils zwei Methylgruppen ersetzt sind. Wegen der fehlenden Wasserstoffatome in 2- und 5-Stellung findet keine Peroxidbildung durch Autoxidation bei diesem cyclischen Ether statt. 
TMO wird als „grünere“ Alternative zu kohlenwasserstoffbasierten Lösungsmitteln, wie z. B. n-Hexan, Cyclohexan und Toluol vorgeschlagen.

## Vorkommen und Darstellung
Der Schimmelpilz Cladosporium cladosporioides CL-1 emittiert flüchtige organische Verbindungen VOC, darunter 2,2,5,5-Tetramethyltetrahydrofuran, die das Pflanzenwachstum stimulieren.
Die chemische Synthese von 2,2,5,5-Tetramethyltetrahydrofuran geht aus von 2,5-Dimethylhexan-2,5-diol, das durch Hydrierung an einem Palladium-Aluminiumoxid-Kontakt von 2,5-Dimethyl-3-hexin-2,5-diol (durch Reppe-Ethinylierung von Aceton mit Acetylen) in > 98 % Ausbeute zugänglich ist.
Die Cyclisierung zum Furanderivat erfolgt in Gegenwart eines beta-Zeolithen bei Temperaturen um 100 °C praktisch quantitativ.

## Eigenschaften
2,2,5,5-Tetramethyltetrahydrofuran ist eine entzündliche, farblose Flüssigkeit, die praktisch unlöslich in Wasser ist und als Ether auch bei UV-Bestrahlung und in Abwesenheit von Radikalfängern keine explosiven Peroxide bildet. Geringe Polarität und relativ niedriger Siedepunkt machen TMO zu einem Ersatzkandidaten für problematischere Kohlenwasserstoffe und Ether.

## Anwendungen

### TMO als Syntheserohstoff
Bei der Umsetzung von 2,2,5,5-Tetramethyloxolan mit Fluor werden sämtliche Wasserstoffatome durch Fluor zum Perfluor-2,2,5,5-tetramethyltetrahydrofuran ersetzt.
Die zweifache Wasserabspaltung aus TMO im Sauren liefert ein Gemisch aus 2,5-Dimethyl-2,4-hexadien (X) und 2,5-Dimethyl-1,5-hexadien (Y).
Mit Wasserstoffperoxid reagiert 2,2,5,5-Tetramethyloxolan im Sauren zum entsprechenden tertiären Dihydroperoxid, das als Radikalstarter für Polymerisationsreaktionen oder zur Synthese anderer organischer Peroxide eingesetzt werden kann.
Friedel-Crafts-Alkylierung von Benzol im großen Überschuss mit 2,2,5,5-Tetramethyltetrahydrofuran in Gegenwart von Aluminiumchlorid erzeugt 1,1,4,4-Tetramethyltetrahydronaphthalin (A) in 85 % Ausbeute neben dem Disubstitutionsprodukt Octamethyloctahydroanthracen (B).
Das Tetramethyltetrahydronaphthalin dient als Ausgangsmaterial für Duftstoffe mit moschusartiger Note.
Mit Phenol wird dazu analog 5,5,8,8-Tetramethyltetrahydro-2-naphthol gebildet, dessen retinoidartigen Folgeprodukte zur Behandlung von Hauterkrankungen verwendet werden.

### TMO als Lösungsmittel
Der cyclische Ether 2,2,5,5-Tetramethyloxolan ähnelt in seinen Lösungsmitteleigenschaften eher den Kohlenwasserstoffen, wie Hexan, Cyclohexan oder Toluol, als den cyclischen Ethern THF oder 2-Methyl-THF. Grund dafür ist die den Ethersauerstoff räumlich stark abschirmenden vier α-ständigen Methylgruppen, die auch die bei Ethern unerwünschte Peroxidbildung verhindern. Wegen der sterischen Hinderung der Methylgruppen und der schwachen Basizität des Ethersauerstoffs ist TMO auch ein schlecht bindender Komplexligand.
In Modellreaktionen, wie z. B. bei der radikalischen Copolymerisation von Butylacrylat mit Acrylsäure zeigt TMO ein dem Toluol sehr ähnliches Lösungsmittelverhalten. 
Der Anspruch, eine „grünere“ Alternative für bedenkliche aliphatische, cycloaliphatische und aromatische Lösungsmittel zu bieten, kann mit dem derzeit beschrittenen Syntheseweg für TMO nicht eingelöst werden. Die skizzierte „grüne“ Route, ausgehend von Hydroxymethylfurfural HMF über 2,5-Dimethylfuran und 2,5-Hexandion, sowie dessen Methylierung zu 2,5-Dimethylhexan-2,5-diol, erscheint viel zu aufwendig und unökonomisch. Solange Toxikologie und Ökologie von 2,2,5,5-Tetramethyltetrahydrofuran lediglich auf Vorhersagen beruhen („predicted low toxicity“), erfüllt TMO nicht die Anforderungen an einen Ersatz für kohlenwasserstoffbasierte Lösungsmittel aus fossilen Rohstoffen.